# Hans Knüsli
Hans Knüsli (* 8. März 1841 in Wülflingen (heute Stadtkreis von Winterthur); † 2. September 1921) war ein Schweizer Politiker und Eisenbahnindustrieller.

## Leben
Hans Knüsli wurde als Sohn von Hans Knüsli-Unholz, Notar, Kantonsrat und Stadtrat von Winterthur geboren. Er wuchs mit zwei Brüdern, die beide nach Amerika auswanderten und drei Schwestern auf. Eine seiner Schwestern war Ida Sträuli-Knüsli, die den Frauenbund Winterthur mitgründete.
Knüsli studierte in Zürich, wo er Mitglied des Corps Tigurinia war, und wurde 1870 Bezirksrichter in Winterthur, 1871 Gerichtspräsident und 1874 Stadtschreiber. Später war er als Anwalt tätig. 1893 wurde er Verwaltungsratspräsident der Schweizerischen Lokomotiv- und Maschinenfabrik in Winterthur. Seit 1911 gehörte er ausserdem dem Verwaltungsrat der Schweizerischen Bundesbahnen (SBB) an. Politisch betätigte sich Knüsli als Mitglied des Grossen Stadtrats von Winterthur (1880 bis 1889), dessen Präsident er zeitweise war, und des Kantonsrats.
Aus seiner Ehe mit Adèle Léontine Elise Simond aus Chamonix hatte er eine Tochter, die 1871 geborene Adele (verwitwete Koller-Knüsli), die in zweiter Ehe mit Karl Koller verheiratet war, und die testamentarisch die Adele Koller-Knüsli Stiftung für soziale und kulturelle Projekte und Organisationen errichten liess.